# Port lotniczy Charlevoix
Port lotniczy Charlevoix (IATA: CVX, ICAO: KCVX) – port lotniczy położony w Charlevoix, w stanie Michigan, w Stanach Zjednoczonych.

## Linie lotnicze i połączenia
- Island Airways (Beaver Island)